# HELLO! 新しい私
「HELLO! 新しい私」（ハロー! あたらしいわたし）は、EE JUMPの2枚目のシングル。2001年1月24日発売。

## 概要
- 初回特典としてポスターが配布された。
- フジテレビ系「笑う犬の冒険-SILLY GO LUCKY!-」テーマソング。
- ソニンのアルバム「華」にソニン Versionが収録された。
- シングルクリップ集「ソニンコレクション」にプロモーションビデオが収録された。

## 収録曲
1. HELLO! 新しい私 (5:16)
（作詞・作曲：つんく　編曲：AKIRA　ストリングスアレンジ：村山達哉　ラップアレンジ：U.M.E.D.Y.）
2. 春だよ! (4:14)
（作詞・作曲：つんく　編曲：鈴木俊介　ラップアレンジ：U.M.E.D.Y.）
3. HELLO! 新しい私（Instrumental） (5:15)